# Renato Sulić
Renato Sulić (n.12 august 1979 în Rijeka) este un jucător croat de handbal care joacă în prezent pentru MKB Veszprém KC.

## Cariera la club
Sulić și-a început cariera la echipa de tineret a RK Trsat, unde a arătat că are calități pentru handbal. S-a transferat la RK Zamet, ajutând echipa la revenirea în Prima Ligă în sezonul 1995-1996. În același an, el a făcut parte din echipa Zametului care a câștigat campionatul național sub 19 ani.
După patru ani în Zamet a devenit nemulțumit de faptul că juca prea puțin și s-a transferat la Metković Jambo. El a rămas la acest club doar pentru un an, reușind să câștige prima competiție europeană din cariera sa, Cupa EHF, terminând pe locul al doilea în campionat.
Sulić a revenit pentru un sezon la RK Zamet înainte de a ajunge la RK Zagreb. Cu Zagreb a câștigat 3 titluri de campioană și 2 cupe. După Zagreb a jucat la echipe precum Fotex Veszprém și Agram Medvečak înainte de a juca timp de trei ani pentru Pivovarna Laško Celje.
În 2009 Sulić a revenit la Veszprem, unde a câștigat toate competițiile interne începând cu anul 2009 și Liga SEHA în 2014.

## Carieră internațională
În 2006, el a jucat la Cupa Mondială din Suedia, unde Croația a câștigat primul loc. În 2008, el a câștigat medalia de argint cu Croația, la Campionatul European din 2008 din Norvegia. 
În același an și-a reprezentat țara la Jocurile Olimpice de Vară din 2008 de la Beijing. Croația a pierdut în semifinale și a terminat pe locul al patrulea.
După ce nu a fost convocat la națională timp de șapte ani, Željko Babić l-a chemat pe Sulić să joace pentru echipa națională, dar Sulić a refuzat și a spus că echipa națională reprezintă pentru el un capitol încheiat din viață.

## Viața personală
Sulić s-a căsătorit în 2003 cu fosta concurentă Miss Univers, Maja Cecić-Vidoš. Renato și Maja au patru copii, trei fiice și un fiu.
Pentru o vreme Sulić și soția lui au deținut un bar local în Rijeka numit Maat Bar. Renato și Maja au patru copii, trei fiice și un fiu.
În 2016 Sulić a obținut cetățenia maghiară

## Titluri

### Club
Zamet
- Prima Ligă Croată (1): 1995-96
- Campionatul Croației U-19 (1): 1996

Zagreb
- Prima Ligă Croată (3): 2001-02, 2002-03, 2003-04
- Cupa Croației (2): 2003, 2004

Pivovarna Laško Celje
- Prima Liga Slovenă (2): 2006-07, 2007-08
- Cupa Sloveniei (1): 2007

Veszprem
- Prima Ligă Maghiară (9): 2004-05, 2009-10, 2010-11, 2011-12, 2012-13, 2013-14, 2014-15, 2015-16, 2016-17
- Cupa Ungariei (10): 2005, 2010, 2011, 2012, 2013, 2014, 2015, 2016, 2017, 2018
- Liga SEHA  (2): 2014-15, 2015-16
- EHF Champions League finală (2): 2014-15, 2015-16